# ジャクソン郡区 (アーカンソー州ポープ郡)
ジャクソン郡区（ジャクソンぐんく、英語: Jackson Township）は、アメリカ合衆国アーカンソー州ポープ郡にある19の郡区の一つである。2000年の国勢調査では人口1191人。

## 地理
アメリカ合衆国国勢調査局によると、ジャクソン郡区の面積は269平方キロメートル（103.8平方マイル）である。陸地が269平方キロメートル（103.7平方マイル）を占め、残りの0.26平方キロメートル（0.1平方マイル）は水域である。

### 都市、町、村
- ヘクター（英語版）